# Miguel Reina
Miguel Reina Santos (Córdoba, 21 de janeiro de 1946) é um ex-goleiro e treinador espanhol. É pai do também goleiro Pepe Reina.

## Carreira

### Clubes
Jogou pelo Córdoba, Barcelona e Atlético Madrid em sua carreira, estendida de 1964 a 1980. Pelo Atlético, acabou sendo mais lembrado por ter sofrido um gol nos últimos segundos da prorrogação da decisão de 1974 da Copa dos Campeões, contra o Bayern Munique - o Atlético, que vencia por 1 a 0 (gol do já falecido Luis Aragonés) havia 6 minutos, estava para conquistar o que seria seu único título na competição. No jogo-desempate, o Bayern venceu por 4 a 0.

### Seleção Espanhola
Foi à Copa do Mundo de 1966 e viu seu filho, o também goleiro Pepe Reina, também ir a um mundial, o de 2006 - e também perder uma final de Copa dos Campeões (já denominada Liga dos Campeões da UEFA) em 2007, pelo Liverpool.
Estabeleceu um recorde de 824 minutos sem buscar a bola no fundo da rede durante a Liga dos Campeões da UEFA entre 1972 e 1973, sendo superando somente em 2011 por Victor Valdés, que na vitória de 4 a 0 sobre o Viktoria Plzen pela Liga dos Campeões da UEFA, com nove jogos sem levar gols.

## Títulos
Barcelona
- Taça das Cidades com Feiras: 1971
- Copa da Espanha: 1967-68 e 1970-71

Atlético de Madrid
- Campeonato Espanhol: 1976-77
- Copa Europeia/Sul-Americana: 1974

## Campanhas de destaque
Espanha Sub-18
- Campeonato Europeu de Futebol Sub-19: 1964 (Vice-campeão)

## Prêmios individuais
Barcelona
- Troféu Zamora: 1972-73 (21 gols sofridos)

Atlético de Madrid
- Troféu Zamora: 1976-77 (29 gols sofridos)